# 56 до н. е.

## Події
- 5 квітня — В Луці відбулась урочиста зустріч римських триумвирів Гая Юлія Цезаря, Марка Ліцинія Красса і Гнея Помпея, на якій було підтверджено політичний союз, укладений у 60 році до н.е, — Цезарю ще на п'ять років продовжено термін управління Галлією, а з наступного року Красс і Помпей ставали консулами і отримували в управління Іспанію і Сирію, відповідно